# Wicegubernatorzy Tennessee

## O urzędzie
Urząd Wicegubernatora stanu Tennessee (ang. Lieutenant Governor of Tennessee) jest ewenementem w amerykańskiej polityce. W niektórych stanach (np. New Jersey, Wirginia Zachodnia) nie istnieje urząd wicegubernatora, a pierwszym w linii sukcesji jest przewodniczący stanowego Senatu, a w jeszcze innych (Arizona, Wyoming) stanowy sekretarz stanu.
W większości jednak wicegubernator jest obierany w wyborach wraz z gubernatorem (czasami oddzielnie, jak w Alabamie, co powoduje możliwość, iż szef stanowej władzy wykonawczej i jego zastępca pochodzą z dwóch konkurencyjnych partii). Bardzo często wicegubernator jest też z urzędu przewodniczącym Senatu.
Funkcja wicegubernatora Tennessee nie podpada pod żaden z wyżej wymienionych przypadków i jest urzędem typowo parlamentarnym. Senat sam wybiera swego przewodniczącego (speakera), który nosi dodatkowo tytuł wicegubernatora i jest pierwszym w linii sukcesji.

## Chronologiczne zestawienie
- Dorsey B. Thomas 1869 – 1871
- John C. Vaughn 1871 – 1873
- A.T. Lacey 1873 – 1875
- Thomas H. Paine 1875 – 1877
- Hugh M. McAdoo 1877 – 1879
- John R. Neal 1879 – 1881
- George H. Morgan 1881 – 1883
- Benjamin F. Alexander 1883 – 1885
- Cabell R. Berry 1885 – 1887
- Z.W. Ewing 1887 – 1889
- Benjamin J. Lea 1889 – 1891
- William C. Dismukes 1891 – 1895
- Ernest Pillow 1895 – 1897
- John Thompson 1897 – 1899
- Seid Waddell 1899 – 1901
- Newton H. White 1901 – 1903
- E.T. Seay 1903 – 1905
- John I. Cox 1905 [1]
- Ernest Rice 1905 – 1907
- E.G. Tollett 1907 – 1909
- William Kinney 1909 – 1911
- Nathaniel Baxter, Jr. 1911 – 1913
- Newton H. White 1913 – 1915
- Hu Anderson 1915
- Albert E. Hill 1915 – 1917
- W.R. Crabtree 1917 – 1919
- Andrew L. Todd 1919 – 1921
- W.W. Bond  1921–1923
- Eugene J. Bryan 1923 – 1925
- L.D. Hill 1925 – 1927
- Henry Hollis Horton 1927 [2]
- Sam R. Bratton 1929 – 1931
- Scott Fitzhugh 1931
- A.B. Broadbent 1931 – 1933
- A.F. Officer 1933 – 1935
- William P. Moss 1935 – 1936
- Bryan Pope 1936 – 1939
- Blan R. Maxwell 1939 – 1943
- J.H. Ballew 1943 – 1945
- Larry Morgan 1945 – 1947
- George Oliver Benton 1947 – 1949
- Walter M. Haynes 1949 – 1953
- Jared Maddux 1953 – 1959
- William D. Baird 1959 – 1962
- James L. Bomar 1963 – 1965
- Jared Maddux 1965 – 1967
- Frank Gorell 1967 – 1971
- John S. Wilder 1971 – 2007
- Ron Ramsey od 2007

## Inne informacje
Dotychczas następujący wicegubernatorzy-spikerzy objęli najwyższe stanowisko w stanie za sprawą jego opróżnienia:
- William Hall, po rezygnacji Sama Houstona
- Dewitt Clinton Senter po rezygnacji Williama G. Brownlowa, który został wybrany do Senatu
- John I. Cox, po rezygnacji Jamesa B. Fraziera, który mianował sam siebie na wakujące miejsce w Senacie
- Henry Hollis Horton, który zastąpił Austina Peay'a IV, jedynego gubernatora Tennessee, który zmarł pełniąc urząd

Wicegubernator po opróżnieniu urzędu nie zostaje „p.o. gubernatora” (acting governor), tylko gubernatorem w pełnym tego słowa znaczeniu (jak wiceprezydent po śmierci lub rezygnacji prezydenta na szczeblu federalnym).